# Alexia Kusion
Alexia Kusion, née le 12 mars 1989 à Pau, est une joueuse française de basket-ball. Elle joue principalement au poste d'arrière.

## Biographie
Après trois saisons dans les Ardennes, dont une accession en LFB gagnée en 2010, Alexia Kusion signe 2011-2012 à La Roche en Ligue 2. De 2012 à 2018, elle joue pour le Pays Rochelais 17 puis met un terme à sa carrière sportive.
Puis commencera une carrière d’enseignante dans plusieurs écoles.

## Clubs
| Saisons    | Équipe                | Pays   |
| 2000-2003  | US Pau Nord Est       | France |
| 2003-2004  | Basket Landes         | France |
| 2004-2008  | Tarbes GB             | France |
| 2008- 2011 | Flammes Carolo basket | France |
| 2011-2012  | Roche Vendée          | France |
| 2012-2018  | Pays Rochelais 17     | France |

## Palmarès

### Sénior
- Championne de France NF3 en 2005
- Championne de France NF1 en 2010
- Vainqueur du Challenge Round LFB en 2008

### Jeune
- Médaillée d'argent à l'Euro Cadettes en 2005